# Златокрила утва
Утва златокрила (лат. Tadorna ferruginea) је птица из реда пловуша и породице патака (Anatidae).
У прошлости се ова птица гнездила на Косову пољу. О њеном постојању на простору Србије сведоче и неке од српских народних песама. Савремено присуство у Србији није са сигурношћу установљено. Неколико парова, поново је враћено у природу и настањено у Петници код Ваљева.
Изузетно је плашљива.